# Vin de Mia Trix
Vin de Mia Trix ist eine 2007 in Kiew gegründete progressive Death-Doom- und Funeral-Doom-Band.

## Geschichte

### Anfangsjahre
Vin de Mia Trix wurde 2007 von dem Gitarristen Serge Pokhvala in Kiew gegründet. Ursprünglich plante Pokhvala mit Vin de Mia Trix ein Funeral-Doom-Soloprojekt in Anlehnung an Urna und Until Death Overtakes Me zu gestalten. Im Winter 2008/2009, stießen der Sänger Andriy Tkachenko und der Bassist Oleksandr Vinogradov zum Projekt. Gemeinsam bildeten die drei Musiker das Kerntrio von Vin de Mia Trix und prägten die musikalische Ausrichtung, hin zu einem progressiven Death Doom. In den ersten Jahren spielte die Gruppe zwei Demos und die über Satanarsa Records veröffentlichte EP El Sueño de la Razon Produce Monstruos und trat im März 2011 beim Festival Doom Over Kiev mit Saturnus, Mental Torment, Autumnia und The Sullen Route auf. Ein Auftritt in Charkiw aus dem Jahr 2010 wurde einige Jahre später als Musikkassette veröffentlicht.
Die EP El Sueño de la Razon Produce Monstruos erfuhr wohlwollende und anerkennende Rezeption. Zukünftige Veröffentlichungen könnten „einige fantastische Überraschungen“ bieten, schrieb Dominik Sonders für Doom-Metal.com. „Kinderkrankheiten“ dieser frühen Veröffentlichung lägen überwiegend in der Produktion.

### Once Hidden from Sight
Bis zu den Aufnahmen des 2013 veröffentlichten Debüts Once Hidden from Sight, stieß der Schlagzeuger Igor Babayev zu Vin de Mia Trix, wodurch die Band eine höhere musikalische Dynamik entwickeln konnte. Once Hidden from Sight erschien am 26. August 2013 als Albumdebüt der Band über Solitude Productions und Hypnotic Dirge Records.
Das Album wurde international rezensiert. Lediglich für das Rumzine schrieb Dagon, es sei eine Veröffentlichung von „krasser Nicht-Originalität und starker Unterdurchschnittlichkeit“, die weiteren Beurteilungen variierten von durchschnittlichen bis zu positiven Wertungen. Man müsse sich „Zeit nehmen, um die einzelnen Facetten heraushören zu können,“ dann erweise sich das Album als „sehr gelungene Zusammenstellung“ schrieb Goremented für Exterminal. Auch für das italienische Webzine Aristocrazia wurde von Dope Fiend auf eine notwendige Beschäftigung mit der Musik verwiesen. Mehrfach wurde in Rezensionen vorhandenes, nicht ausgeschöpftes Potential angesprochen, und eine zu große Nähe zu My Dying Bride attestiert. Stefano Cavanna von In Your Ears hielt solchen Urteilen entgegen, dass insbesondere die letzten Titel des Albums ein Beleg dafür seien, dass die Band bereits als Größe im Genre gesehen werden müsse.
Gegenüber solchem Lob stand die für Ave Noctem verfasste Kritik das Album sei zu oft zu generisch, vorausschaubar und gering emotionalisierend. Dennoch sei es „ein vielversprechendes und Talent demonstrierendes Debüt“ einer Band die den Wunsch hege „die Dinge aufzumischen“, und von der sich Rezensent Gizmo erhoffte die Umsetzung „beim nächsten Mal besser zu hören“. Bei einem besseren Gesamturteil wurden in einer für Rockfreaks verfassten Rezension ähnliche Kritikpunkte ausgemacht. So erweise sich das Album als Hinweis auf das Potential der Band, jedoch hätten „viele Dinge, möglicherweise viel besser ausfallen können.“

„VIN DE MIA TRIX haben zwar generell den Dreh raus, allerdings erreichen die Jungs auf „Once Hidden From Sight“ zu keiner Minute die Klasse, welche sie von der Konkurrenz abzuheben vermag. Schade, denn im Kern hätten die Musiker definitiv das Potential. Es fehlt nur noch an einer etwas spannenderen und fesselnderen Ausführung ihrer Ideen.“

An anderen Stelle wurde Once Hidden from Sight hohe Beurteilung zuteil. Als Album „mit unglaublich starkem Songwriting, extravaganter Phrasierung und hervorragend präsentierten kontrastreichen Phasen“ erfände Vin de Mia Trix mit Once Hidden from Sight kein Genre neu, erweise sich jedoch als besonders starkes Album, schrieb hingegen Robert für The Sonic Sensory. Andere Rezensenten bemängelten Nuancen wie einzelne Effekte oder geringe Härte. Mike Liassides besprach Once Hidden from Sight für Doom-Metal.com, als „solide und intelligente Interpretation eines modernen Death Doom“ und kritisierte den genutzten Geräuscheffekt einer springenden Langspielplatte. Chaim Drishner von Chronicles of Chaos schrieb, es sei „ein gekonnt abgerundetes, hochprofessionelles und interessantes Album, dessen Qualitäten im Überfluss vorhanden“ wären, bemängelte fehlende Härte und Riffs und nannte die Band „My Dying Bride lite“.

### Live in Kharkiv und Split-Album
Nach der Veröffentlichung und der internationalen Beachtung arbeitete Vin de Mia Trix an weiterem Material, veröffentlichte 2015 die einen Auftritt aus dem Jahr 2010 dokumentierende Musikkassette Наживо у Харкові / Live in Kharkiv und trat gelegentlich Live in Erscheinung. Mike Liassides lobte das Live-Album als „unterhaltsame Retrospektive und ergänzende Veröffentlichung“ für Menschen, die bereits einen Zugang zur Band besäßen. Zu dem, bereits 2014 angekündigten, 2016 veröffentlichten Split-Album mit Nethermost schrieb Liassides, dass Vin de Mia Trix eine deutlich verbesserte Produktion zeige, was er als die letzte Hürde der Band zur herausragenden Qualität wertete. Am Beispiel des Stücks Mother, einer Neueinspielung, der auf Once Hidden from Sight enthaltenen Stückes मातृ führt er aus, dass die Musik sich als eine „viel nuanciertere und vitalere Darbietung“ mit „weitaus mehr Tiefe“ erweise. „Fast so, als ob die Albumversion als eine frühe Demoversion angesehen werden könnte.“ Eine Ursache für die Verbesserung im Klang lag in der Zusammenarbeit mildem Tontechniker Marco Santiny, Zeder von Seiten Nethermost in das Split-Album involviert wurde.

### Palimpsests
Mit dem im Jahr 2017 über Hypnotic Dirge Records veröffentlichtem Album Palimpsests schloss Vin de Mia Trix einen Prozess ab, der bereits während der Entstehung des Debüts begonnen hatte. Stücke des Konzeptalbums wurden von der Band größtenteils 2011 gespielt, geschrieben und geprobt. Pharmakos sogar 2009. Das Album über Archetypen, als „Geschichten und Charaktere, die so tief innen kollektiven Unterbewusstsein existieren und so bedeutend und einflussreich sind, dass sie in der Mythologie unterschiedlicher Völker und Kulturen auftauchen.“

„Konzepte wie Wiedergeburt durch Aufopferung, von den Göttern gestohlenes Wissen oder die große reinigende Flut sind überall vom Hinduismus über die antiken griechischen Mythen bis zum Christentum zu finden was ihre Bedeutung in der Gestaltung von Gesellschaften und Zivilisationen belegt. Diese Geschichten werden bis heute erzählt, und hier erzählen wir sie noch einmal, um den ewigen Kreislauf zu ergänzen.“

Der Gesang wurde unter der Leitung von Viacheslav Shinkarenko in den MetalWorks Studios in Kiew aufgenommen. Die Musik hingegen in den MuzProduction UA Studios in Lwiw. Oleg Rubanov von der Band Kroda begleitete die Schlagzeugaufnahme. Die restliche Produktion übernahm die Band in Eigenregie. Damon Good von Mournful Congregation übernahm die Abmischung sowie das Mastering in seinem Studio The Cave Studio in Adelaide. Das am 31. Mai 2017 veröffentlichte Album erfuhr international breite und höchst lobende Resonanz. So widmete sich Cody Davis dem Album in seiner für Metal Injection verfassten Funeral-Friday-Kolumne und beschrieb es als rundum „lohnende Zeitinvestition“ mit einem herausragenden „Triumphgefühl“. Für Doom-Metal.com vergab Mike Liassides die höchst mögliche Benotung und beschrieb es als etwas „einzigartiges und völlig einnehmendes.“ Ein Album, das sich als „ein herausragendes Werk, auf allen Ebenen“ erweise. Für Ave Noctem verglich Pete Woods Palimpsests mit dem, von dem Webzine 2013 deutlich kritisch beurteilten, Debüt und sah einen Qualitätssprung. Und „Menschen, die sich nur den Kauf eines Albums im Monat gönnen,“ sollten mit dieser Veröffentlichung „garantiert auf Ihre Kosten“ kommen. Als „absolut atemberaubendes Album“ und „ein schrecklich beeindruckendes Meisterwerk“ schrieb Nigel Holloway für Transcending Obscurity Records, sei Palimpsests „eine regelrechte Odyssee voller Texturen, reichhaltiger Emotionen und düsterer Atmosphäre“, die „man einfach erlebt haben muss.“

### Waves~Stars

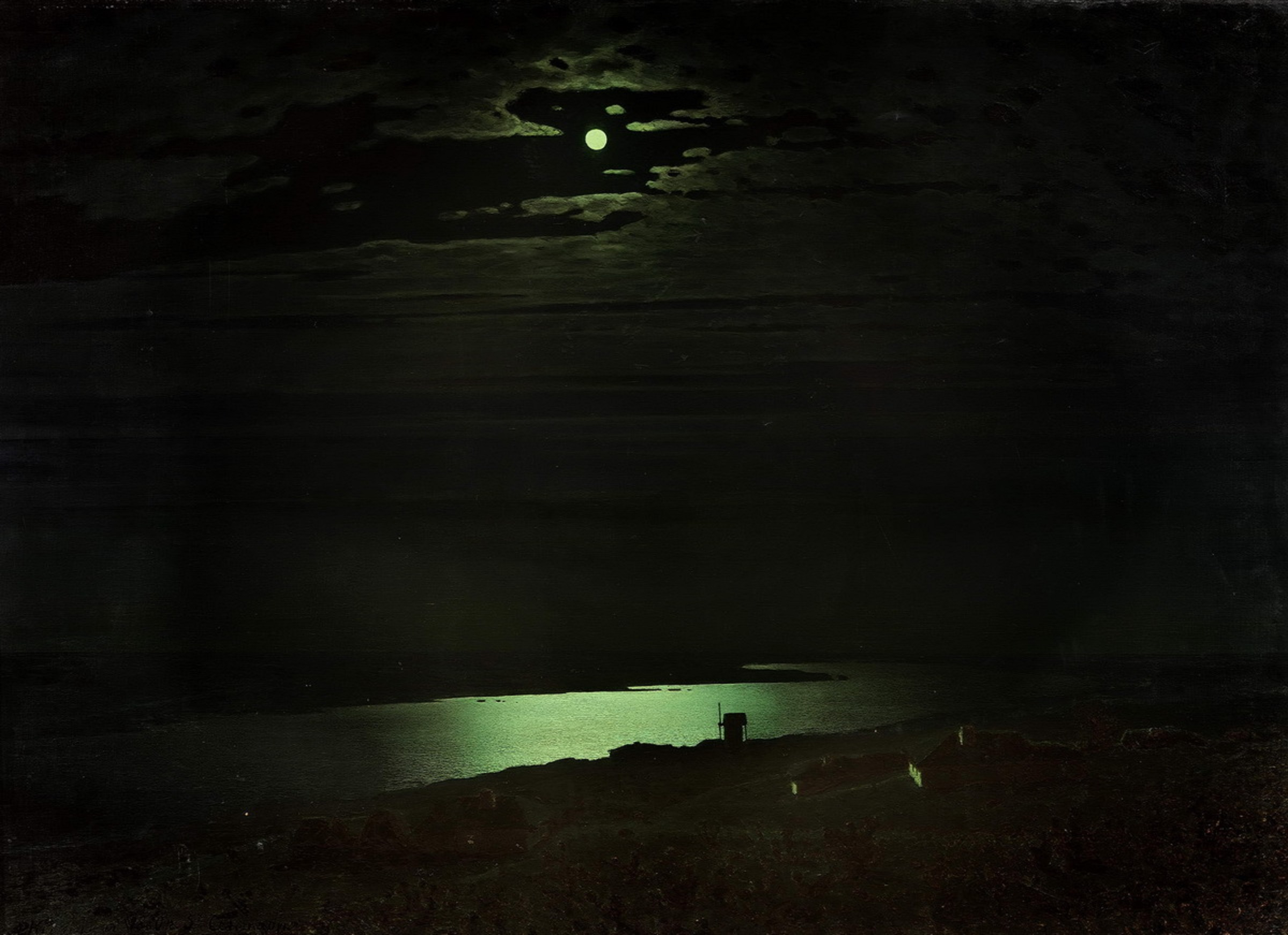
Für die EP Waves~Stars nutzte Vin de Mia Trix einen Ausschnitt des Bildes Mondnacht am Dnepr von Archip Iwanowitsch Kuindschi.

Nach der Veröffentlichung des Albums stieß Yuriy Sirenko als zweiter Gitarrist zur Gruppe. Weitere Aktivitäten blieben vorerst rar. Nachdem die Musiker bereits 2014 die Annexion der Krim 2014 in einem Interview kritisiert hatten und von einem Aufleben des Kalten Kriegs sprachen, engagierte sich die Band nach dem russischen Überfall auf die Ukraine 2022 in Form der Download-EP Waves~Stars, deren Erlös „in die Finanzierung der ehrenamtlichen Aktivitäten“ ihres Schlagzeugers fließen sollten. Dieser lieferte „Medikamente und lebensnotwendige Hilfsgüter an Zivilisten in der ganzen Ukraine, die unter Bombenanschlägen und Artillerieangriffen der russischen Armee gelitten haben.“

## Stil
Vin de Mia Trix spielt einen Crossover aus Death Doom, Funeral Doom und Progressive Metal, der im Death- und Funeral-Doom blieb, doch, über die Veröffentlichungen hin die experimentelle und progressive Seite verstärkte. Als Einflüsse auf den Stil verweisen die Musiker auf My Dying Bride, Katatonia und Opeth, wobei Esoteric, Evoken, Pink Floyd und Mournful Congregation als weitere wichtige Inspirationen einzelner Bandmitglieder angeführt werden. Solche Einflüsse werden ebenfalls in Besprechungen als Vergleichsgrößen und Assoziationen angeführt. So wird das Debüt der Band in Analogie zu My Dying Bride gesehen, während das zweite Album mit dem Frühwerk von Opeth verglichen wird. Die musikalische Breite sei dabei erstaunlich und variiere in den Assoziationen von Killing Joke über King Crimson zu Skepticism und mehr.

„Tonnenschwer und und [sic!] von unendlicher Trauer geprägte Songs, die keine Aussicht auf Hoffnung oder Licht bieten. Schleppende Riffs verstärken Bombast und Schwere der Songs noch. Eine dichte musikalische Mauer baut sich auf, die man offensichtlich nicht durchdringen kann. Gemischt mit verschiedenen anderen musikalischen Genren (z.B. Blues, Death Metal) entsteht eine gewisse Abwechslung, die jedoch keineswegs die trübe Atmosphäre auflockert oder gar die Dunkelheit erhellt. Die cleanen Gesangspassagen verstärken Einsamkeit und Beklemmungen.“

In Besprechungen als markantes Element hervorgehoben wurde das Gesangsrepertoire von Andriy Tkachenko. Dies beinhaltet neben „einigen exzellenten klaren Passagen“ tiefes Growling, harsches Shouting und helles Screaming. Ebenso erweise sich das Bassspiel von Oleksandr Vinogradov als Besonderheit. Dabei sei es gleichgültig „ob es fantasievoll ätherisch im Licht tanze, in orientalisch angehauchten Groove gleite oder in dunkle und schwere Tiefen eintauche.“

## Diskografie
- 2009: This Terrible Journey (Demo, Selbstverlag)
- 2009: El sueño de la razón produce monstruos (EP, Satanarsa Records)
- 2012: Promo (Demo, Selbstverlag)
- 2013: Once Hidden from Sight (Album, Solitude Productions/Hypnotic Dirge Records)
- 2015: Наживо у Харкові / Live in Kharkiv (Live-Album, Contaminated Tones Productions)
- 2016: Nethermost / Vin de Mia Trix (Split-Album mit Nethermost, Throats Productions)
- 2017: Palimpsests (Album, Hypnotic Dirge Records)
- 2022: Waves~Stars (Download-EP, Selbstverlag)